# Lizzia ferrarii
Lizzia ferrarii är en nässeldjursart som beskrevs av Lourdes Segura 1980. Lizzia ferrarii ingår i släktet Lizzia och familjen Bougainvilliidae. Inga underarter finns listade i Catalogue of Life.